# Lustenauer Dialekt
Der Lustenauer Dialekt (auch Lustenauer Mundart) ist eine Mundart der alemannischen Sprachgruppe.

## Dialekt
Der Lustenauer Dialekt fällt unter den Vorarlberger Mundarten besonders durch die verbreitete Verwendung von Triphthongen (Gleitlauten aus drei Vokalen, z. B. ouo, äuo, eio), die Verwendung von "i" für die Nachsilben "ing","ig", bzw. "li" für "lein" und "lich", sowie durch das oft eingeschobene "n" oder auch "m" nach den Vokalen "u" oder "ü", die oftmalige Aussprache von "Doppel S" wie weiches "ch" und durch ausschließlich in Lustenau verwendete alte Begriffe auf. 

## Beispiele
| Dialekt      | Hochdeutsch              |
| ------------ | ------------------------ |
| Äuoli        | Ei                       |
| Brouot       | Brot                     |
| Schneio      | Schnee                   |
| Früohli      | Frühling                 |
| hiendrfözi   | hinterlistig             |
| glückli      | glücklich                |
| Gärtli       | Gärtchen                 |
| Muns         | Maus                     |
| Nundl        | Nudel                    |
| Schumfl      | Schaufel                 |
| Runsch       | Rausch                   |
| Knün         | Knie                     |
| Louot        | Tasche, Einkaufstüte     |
| i muoch      | ich muss                 |
| dach as      | dass es                  |
| Bisnaacht    | Nachmittag ("bis-Nacht") |
| Dachpfättono | Dachrinne                |
| Hoschtat     | Wiese                    |